# Symboly esperanta
| Esperanto |  |
| |  |
| Jazyk |  |
| |  |
| - Akademie esperanta - Gramatika - Slovníky - Esperantologie - Abeceda - Číslovky - Fundamento - lernu! - Letní škola esperanta                                                                             |  |
| |  |
| Organizace |  |
| |  |
| - UEA - TEJO - E@I - EEU - SAT - Český esperantský svaz - Česká esperantská mládež - Esperantské kluby - Katolíci                                                                                           |  |
| |  |
| Dějiny |  |
| |  |
| - Ludvík Lazar Zamenhof - Časová osa - Buloňská deklarace - Ido-schizma - Krize ata/ita - Neutrální Moresnet - Interhelpo - Pražský manifest - Bona Espero - Esperantské město                              |  |
| |  |
| Kultura |  |
| |  |
| - Esperantská setkání - Pasporta Servo - Hudba - Rozhlas - Finvenkismus - Homaranismus - Kabei - Politika - La Espero - Stelo - Symboly (vlajka) - UK - IJK - Esperantista - Rodilí mluvčí - Zamenhofův den |  |
| |  |
| Literatura |  |
| |  |
| - Autoři - Esperantské časopisy - Esperantské slovníky - PIV - Wikipedie - KAEST |  |
| |  |
| Úhly pohledu |  |
| |  |
| - Propedeutická hodnota - Srovnání s idem - Srovnání s interlinguou - Reformy - Odpor vůči esperantu |  |

Esperanto, nejrozšířenější mezinárodní plánový jazyk, během svého vývoje získalo několik tradičních symbolů.

## Zelená hvězda
Základním symbolem esperanta je zelená pěticípá hvězda. Jejích pět vrcholů představuje pět světadílů (dle tradičního pojetí), zelená barva je symbolem naděje. V případech, kdy je hvězda použita mimo vlajku, bývá někdy doplňována písmenem „E“, aby se naznačilo, že jde o hvězdu esperantskou. V esperantu bývá nazývána verda stelo (zelená hvězda).

## Esperantská vlajka
Esperantská vlajka má zelený list s bílým karé, ve kterém je zelená pěticípá hvězda. Esperantisté používají tuto vlajku k reprezentování svého jazyka. Použití zelené barvy a pěticípé hvězdy iniciovala švédská esperantistka G. Jonson. Zelená barva a symbol hvězdy se zpočátku používaly především k označení knih napsaných v jazyce esperanto – tento zvyk započal Louis de Beaufront. S konečným návrhem vlajky přišli v roce 1893 C. Rjabinis a P. Deullin – zelená barva má symbolizovat naději, pět vrcholů hvězdy představuje pět kontinentů a bílé karé reprezentuje mír.

## Jubilejní symbol
Při příležitostí stého výročí esperanta v roce 1987 představil UEA (Světový esperantský svaz) speciální logo v podobě dvou proti sobě obráceným zaobleným písmenům „E“, tvořícím kulatý tvar připomínající zeměkouli. V současnosti bývají často používány oba symboly (vlajka i jubilejní symbol). Nový symbol nachází oblibu především mezi mladými esperantisty. Někdy bývá také používán v textové podobě „ЄЭ“ v prostředí instant messagingu jako informace o tom, že dotyčný uživatel je esperantista.

## Hymna
Píseň La Espero je mnoha esperantisty považována za hymnu esperanta. Jde o báseň napsanou Ludvíkem Lazarem Zamenhofem (tvůrcem esperanta), doprovázenou hudbou belgického skladatele Félicien Menu de Ménil.

## Měna
Stelo (množné číslo: Steloj) byla mezi roky 1945 a 1993 používána mezi některými esperantisty jako měna.

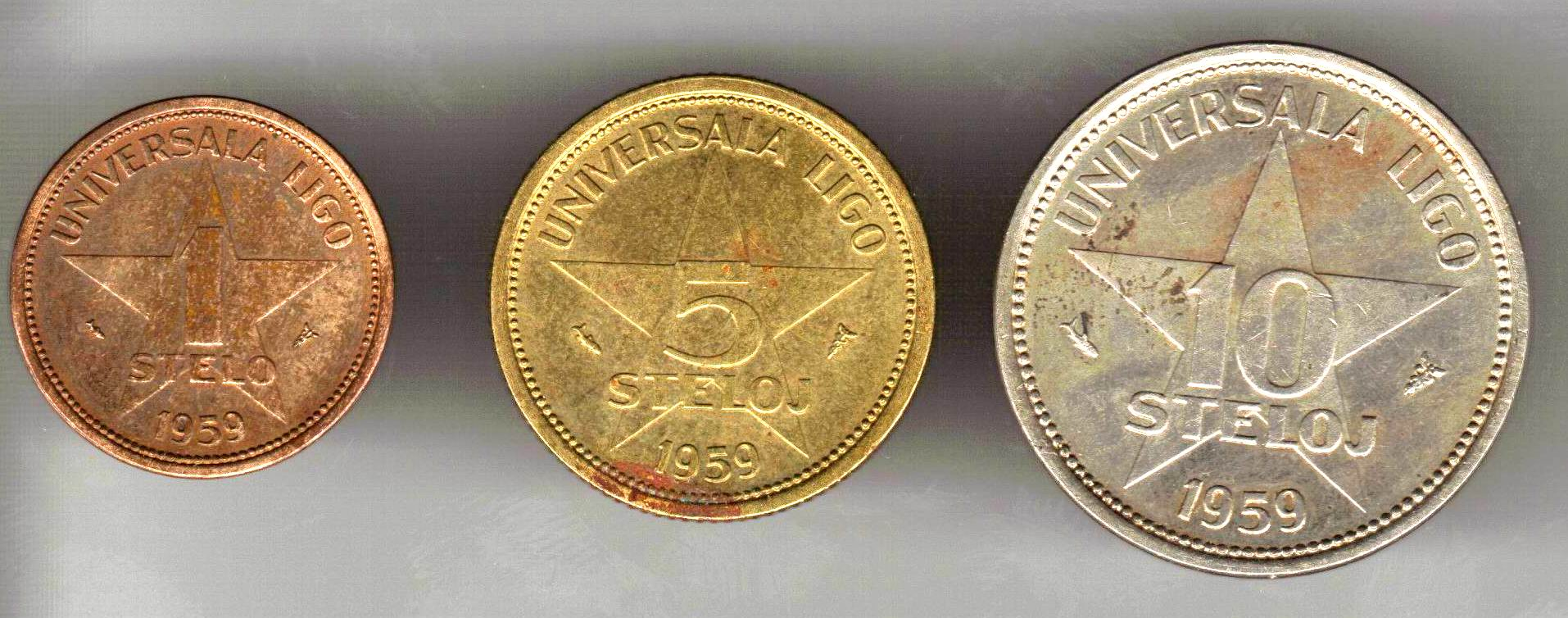
1, 5 a 10 steloj